# Gustavo Corni
Gustavo Corni (* 17. Januar 1952 in Modena, Italien) ist ein italienischer Historiker mit dem Schwerpunkt Zeitgeschichte, insbesondere Nationalsozialismus.
Corni studierte von 1970 bis 1974  Geschichte und Politikwissenschaften an der Universität Bologna. Nach seiner Tätigkeit als wissenschaftlicher Mitarbeiter an der Universität Venedig von 1981 bis 1988 erhielt er von 1988 bis 1992 Professuren für Neuere und Neueste Geschichte sowie für Deutsche Geschichte an der Universität Chieti und von 1992 bis 1997 an der Universität Triest.
Ab 1997 hatte Corni bis zu seiner Emeritierung im Jahr 2018 eine Professur für Zeitgeschichte an der Soziologischen Fakultät der Universität Trient inne. Daneben ist er u. a. permanenter Gastwissenschaftler am Münchner Institut für Zeitgeschichte sowie Fellow des Italienisch-Deutschen Historischen Institutes in Trient und am Freiburger Institute for Advanced Studies (FRIAS). Corni ist Mitglied des Internationalen Graduiertenkollegs „Politische Kommunikation“ mit Hauptsitz an der Universität Frankfurt. Er ist seit 2010 zudem Mitglied des Internationalen Wissenschaftlichen Beirats des Wiener Wiesenthal Instituts für Holocaust-Studien (VWI).

## Schriften (Auswahl)
- Adolf Hitler. Lisciani & Giunti, Teramo 1993, ISBN 88-09-50092-X (Überarbeitete Taschenbuchausgabe, als: Hitler (= Universale Paperbacks Il Mulino. 529). Il Mulino, Bologna 2007, ISBN 978-88-15-11997-1).
- als Herausgeber mit Martin Sabrow: Die Mauern der Geschichte. Historiographie in Europa zwischen Diktatur und Demokratie. Akademische Verlagsanstalt, Leipzig 1996, ISBN 3-931982-00-9.
- mit Horst Gies: Brot – Butter – Kanonen. Die Ernährungswirtschaft in Deutschland unter der Diktatur Hitlers. Akademie Verlag, Berlin 1997, ISBN 3-05-002933-1.
- als Herausgeber mit Gerhard Hirschfeld: L’umanità offesa. Stermini e memoria nell’Europa del Novecento (= Annali dell’Istituto Storico Italo-Germanico in Trento. Quaderni. 60). Il Mulino, Bologna 2003, ISBN 88-15-08320-0.
- Il sogno del „grande spazio“. Le politiche d’occupazione nell’Europa nazista (= Quadrante. 128). Editori Laterza, Bari u. a. 2005, ISBN 978-88-420-7503-5.[1]
- Weimar. La Germania dal 1918 al 1933 (= Quality Paperbacks. 582). Carocci, Rom 2020, ISBN 978-88-290-0071-5.[2]
- als Herausgeber mit Joachim Bitterlich, Friedrich Kießling, Horst Möller, Daniela Münkel, Ulrich Schlie: Agrarpolitik im 20. Jahrhundert. Das Bundesministerium für Ernährung und Landwirtschaft und seine Vorgänger. De Gruyter Oldenbourg, Berlin/Boston 2020, ISBN 978-3-11-065116-4.